# Meckesche Symbole
Die meckeschen Symbole ist eine eher selten genutzte Bezeichnung für eine nach Reinhard Mecke (1895–1969) benannte Symbolik von Molekülschwingungen einfacher Gruppen, das heißt zwei bis vier Atome.
Mecke präsentierte seine Vorstellung der Streck- und Deformationsschwingungen von Molekülgruppen erstmals 1930 auf der Bunsentagung in Heidelberg und nochmals genauer auf einer Tagung 1931 in Leipzig. Seine Idee wurde damals stark kritisiert, da man die Meinung vertrat, dass Normalschwingungen nur unter Einbeziehung aller Atome des Moleküls möglich sind. In den folgenden Jahrzehnten setzte sich Meckes Klassifizierung der Normalschwingungen zunehmend durch und ist heutzutage in der Molekülspektroskopie allgemein akzeptiert.

## Zuordnungen
Mecke führte für einfache Molekülgruppen zunächst eine Einteilung der Schwingungen in Valenz- und Deformationsschwingungen ein. Valenzschwingungen waren für ihn dabei Schwingungen, bei denen vorwiegend die Kräfte der Bindung beansprucht werden (die einzelnen Bindungen werden gestaucht oder gesteckt). Diese wurden allgemein mit dem Symbol υ (klein geschriebenes Ypsilon) bezeichnet. Deformationsschwingungen (δ, klein geschriebenes Delta) – auch als Biegeschwingung gezeichnet – sind hingegen die restlichen Schwingungen, bei denen sich vorwiegend die Form bzw. Gestalt des Moleküls ändert (der Bindungswinkel ändert sich).
Ausgehend von der maximalen Anzahl von Normalschwingungen eines gewinkelten bzw. linearen Moleküls ({\displaystyle 3N-6} bzw. {\displaystyle 3N-5}, wobei {\displaystyle N} die Anzahl der Atome ist) ergeben sich für diese Molekül laut Mecke {\displaystyle N-1} Streckschwingungen (νi) und {\displaystyle N-2} Deformationsschwingungen (δi). Die einzelnen Valenz- und Deformationsschwingungen wurden dabei für gemäß ihrer energetischen Lage im Spektrum durchnummeriert, wobei der jeweiligen Schwingung mit der geringsten Energie der Index 1 zu geordnet wurde.
Eine alternative Bezeichnung kann anhand der betrachten Molekülgruppen und vorhandenen Symmetrien der Schwingungen vorgenommen werden. Es ergeben sich symmetrische und asymmetrisch (bzw. anti-symmetrische) Schwingungen, z. B. die symmetrische und die asymmetrische Streckschwingung (νs und νas). Im nebenstehenden Beispiel wird dies für Ethen gezeigt, es ergeben sich die Streckschwingungen νs(C=C), νas(C-H) und  νs(C-H) sowie die Deformationsschwingungen δas(C–H) und δs(C–H).
Später wurden die Deformationsschwingungen in Abhängigkeit von der charakteristischen Änderung in Bezug auf das Molekül genauer bezeichnet und weitere Symbole eingeführt:
- In der Ebene (engl. in-plane)
  - δ … Spreizschwingung (engl. bending), manchmal auch Scherenschwingung  (engl. scissoring) genannt
  - γ … Pendelschwingung (engl. rocking), manchmal auch Schaukelschwingung genannt
- Aus der Ebene heraus (engl. out-of-plane)
  - τ … Torsionsschwingung gegenüber einer Achse im Molekül (engl. twisting)
  - ϰ … Kippschwingung (engl. wagging), manchmal auch Nickschwingung genannt

Symbolübersichten sind in vielen Standardwerken der Molekülspektroskopie zu finden. Dabei ist jedoch zusagen, dass sich die Zuordnung von Schwingung und Symbol teilweise geändert hat, so nutzen einige Autoren von Standardwerken wie Günzler oder Nakamoto, Schrader eine andere Zuordnung und zusätzliche Indizes.
Beispielsweise werden in aktueller Literatur sehr häufig die Symbole ω für die Kippschwingung (engl. wagging) und ρ für die Pendelschwingung (engl. rocking) genutzt.